# Fabio Liverani
Fabio Liverani (Roma, 29 de abril de 1976) é um ex-futebolista e atual treinador italiano que atuava como meio-campista. Com passagem pelo Lecce, atualmente está sem clube.
Embora não tenha sido o primeiro negro na Seleção Italiana de Futebol, foi o primeiro negro nascido na Itália a defendê-la.

## Biografia
Liverani foi revelado pelo Cagliari, onde desde cedo era considerado pelos treinadores uma das grandes promessas da equipe da Sardenha. Mesmo assim, teve uma breve passagem pela Nocerina e jogou de 1996 a 2000 na Serie C pela Viterbese. No verão de 2000, foi vendido ao Perugia, onde fez sua estréia na Série A Italiana e na Seleção, contra a África do Sul. A convocação do meia entrou para a história, uma vez que Liverani tornou-se o primeiro italiano negro a vestir a camisa da Squadra Azzurra; ele é descendente de somalis por parte de sua mãe, que é natural do país africano. Porém, terminou esquecido por Giovanni Trapattoni para a Copa de 2002.
Inicia a temporada 2001-02 no Perugia, mas é logo contratado pela Lazio. Permaneceu na capital por cinco temporadas, vencendo a Coppa Italia de 2004. Com o fim de seu contrato, em junho de 2006, foi contratado pela Fiorentina, onde teve outra chance com a Azzurra, desta vez contra a Croácia, em agosto do mesmo ano. Este foi também o último jogo do meio-campista pela Seleção Italiana.
Jogou ainda 3 temporadas pelo Palermo (onde também atuou nas categorias de base, entre 1994 e 1995), antes de ser contratado pelo Lugano (Suíça), onde não entrou em campo e, após rescindir o contrato, encerrou sua carreira.

## Críticas ao racismo na Itália
Em 2008, Liverani afirmou que sentia-se envergonhado com os casos de racismo e de agressões contra imigrantes na Itália. Para ele, o país "voltou 60 anos no tempo", em referência ao fascismo.

## Títulos
- 1 Copa da Itália (2004, pela Lazio).